# Schacholympiade 1924
Die Schacholympiade 1924 war ein als Schach-Mannschaftsmeisterschaft bezeichnetes Schachturnier, das vom 12. bis 20. Juli 1924 in Paris stattfand, und gilt als eines der beiden Vorgängerturniere – das andere war die Schacholympiade 1926 in Budapest – offizieller Schacholympiaden.

## Vorgeschichte
Nach Angaben von Arpád Földeák wurde beim Kongress des englischen Schachbunds in London 1922 von Eugène Snosko-Borowski berichtet, dass der Französische Schachbund 1924 während der Olympischen Spiele einen Schachwettkampf veranstalten möchte.
Ausrichter war nicht der sich offiziell erst 1925, inoffiziell aber am 20. Juli 1924 beim Abschluss des Turniers, formierende Weltschachverband FIDE, sondern der Französische Schachbund. Turnierdirektor war der spätere Schachweltmeister Alexander Aljechin.

## Turnierablauf

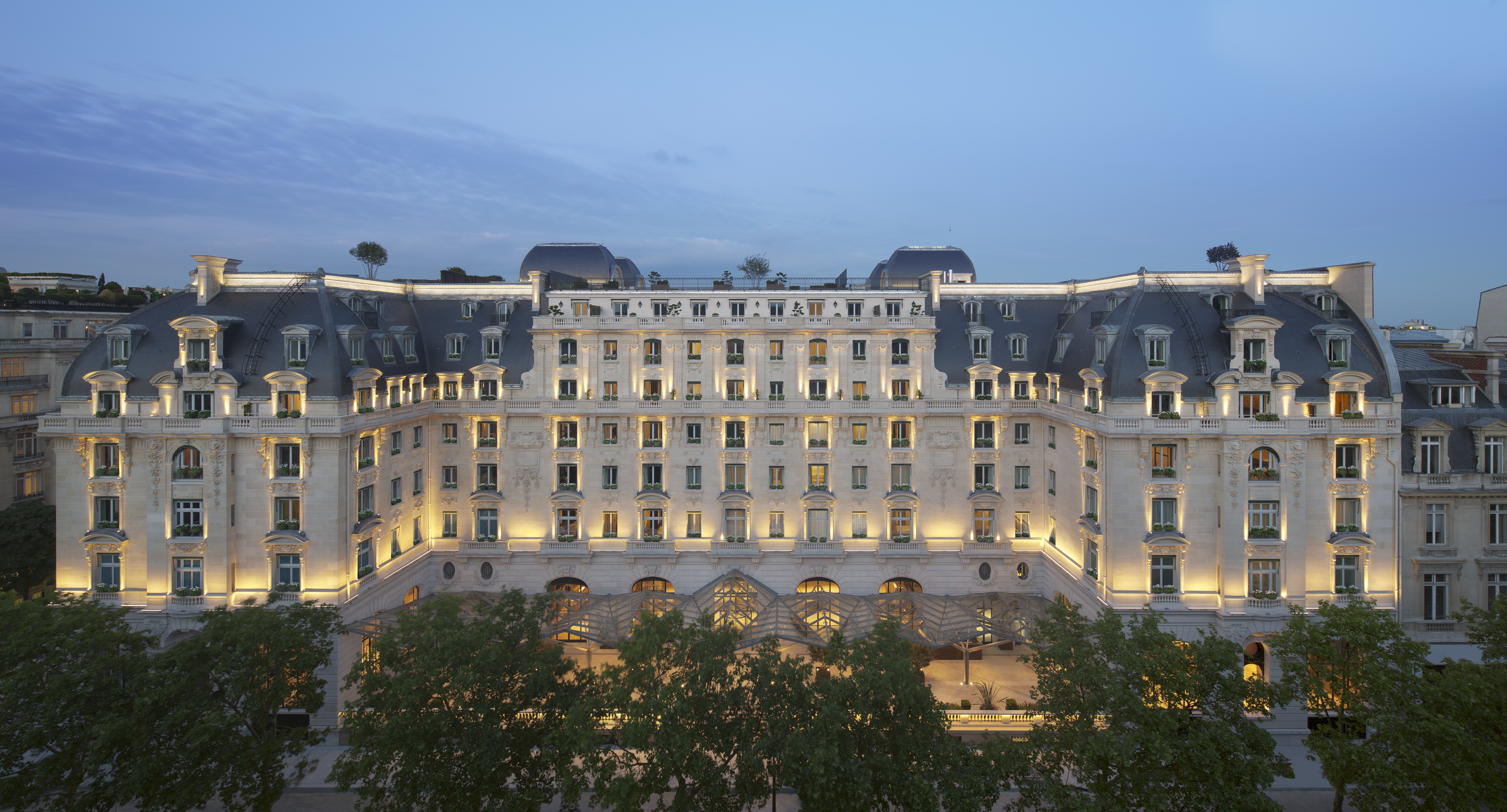
Das Hotel Majestic (später "Peninsula") war der Austragungsort des Turniers.

Die Spieler verschiedener Nationen traten in Mannschaften mit bis zu vier Spielern gegeneinander im Stil eines Einzelturniers an, weshalb auch einzelne Spieler derselben Nation gegeneinander spielen mussten. Jedoch konnte nur knapp die Hälfte der Mannschaften vier Spieler aufbieten, die weiteren waren durch ein bis drei Spieler vertreten. Somit sind die Punktestände nur bedingt aussagekräftig. Insbesondere Lettland mit den beiden besten Einzelspielern und dem Viertplatzierten des Trostturniers verpasste durch das Fehlen eines vierten Spielers eine Spitzenplatzierung. In Anlehnung an die entsprechenden olympischen Regelungen waren nur Amateurspieler zugelassen, wobei der Sieger als Amateurschach-Weltmeister ermittelt wurde.
Das „Trostturnier“ genannte Hauptturnier wurde in einem Vorgänger des Schweizer Systems veranstaltet. Vor- und Finalturnier wurden als Rundenturniere gespielt. In den Vorrunden zu neun mal sechs Spielern wurde ermittelt, wer an der Finalrunde teilnehmen durfte, die anderen Spieler gelangten in das Hauptturnier. Für die Mannschaftswertung wurden die Punkte aus beiden Turnieren berücksichtigt. Da 55 Spieler angereist waren, verzichtete der Niederländer Van Linschooten, sodass gleich große Vorrundengruppen zusammengestellt werden konnten.
Als Bedenkzeit standen zwei Stunden für 40 Züge sowie jeweils eine Stunde für jede weiteren 20 Züge zur Verfügung. Es fanden 343 von 347 Partien statt, da sich ein weiterer Spieler während des Hauptturniers zurückzog.

## Endstand
| #  | Mannschaft       | Spieler | Punkte |
| -- | ---------------- | ------- | ------ |
| 01 | Tschechoslowakei | 4       | 31     |
| 02 | Ungarn           | 4       | 30     |
| 03 | Schweiz          | 4       | 29     |
| 04 | Lettland         | 3       | 27,5   |
|    | Argentinien      | 4       | 27,5   |
| 06 | Italien          | 4       | 26,5   |
| 07 | Frankreich       | 4       | 25,5   |
|    | Polen            | 4       | 25,5   |
| 09 | Belgien          | 4       | 24     |
| 10 | Spanien          | 3       | 19     |
| 11 | Niederlande      | 3       | 18,5   |
| 12 | Rumänien         | 3       | 18     |
| 13 | Finnland         | 2       | 15     |
| 14 | Großbritannien   | 3       | 12,5   |
| 15 | Irland           | 1       | 05,5   |
| 16 | Kanada           | 1       | 05     |
| 17 | Russland         | 2       | 04,5   |
| 18 | Jugoslawien      | 1       | 02,5   |
| # | Einzelspieler     | Nation   | Punkte |
| - | ----------------- | -------- | ------ |
| 1 | Hermanis Matisons | Lettland | 5,5    |
| 2 | Fricis Apšenieks  | Lettland | 5,0    |
| 3 | Edgard Colle      | Belgien  | 4,5    |
9 Finalteilnehmer

## Dies und das
- Obwohl bereits seit 1922 die Sowjetunion existierte und Russland abgelöst hatte, wurden die in Frankreich lebenden Spieler Peter Potemkine und Victor Kahn zu Russland gezählt.
- Unter den Teilnehmern befand sich der spätere Schachweltmeister Max Euwe. Dieser belegte den 5. Platz der Einzelmeisterschaft.
- Die Teilnehmerin Edith Holloway kann als erste Dame gelten, die bei einer Schacholympiade teilgenommen hat, falls die als inoffiziell geltenden Veranstaltungen berücksichtigt werden. Die erste Dame bei offiziellen Olympiaden ist Chantal Chaudé de Silans, die 1950 teilnahm.